# Моретти, Винченцо
Винченцо Моретти (итал. Vincenzo Moretti; 14 ноября 1815, Орвието, Папская область — 6 октября 1881, Болонья, королевство Италия) — итальянский кардинал. Епископ Комаккьо с 17 декабря 1855 по 23 марта 1860. Епископ Чезены с 23 марта 1860 по 27 марта 1867. Епископ Имолы с 27 марта 1867 по 27 октября 1871. Архиепископ Равенны с 27 октября 1871 по 22 сентября 1879. Кардинал-священник с 28 декабря 1877, с титулом церкви Санта-Сабина с 31 декабря 1877.